# Zehra Neşe Kavak
Zehra Neşe Kavak (Üsküdar, Istanbul, 30 de juny de 1963) és una metgessa i acadèmica turca. És la primera turc/a elegida a l'Academia Mundial de les Arts i Ciències (WAAS).

## Trajectòria
És graduada de la Facultat de Medicina Cerrahpaşa (especialitzada en cirurgià, "Cerrah paşa" significa Paixà Cirurgià) de la Universitat d'Istanbul, el 1986. Des de 1987 fins a 1991 va especialitzar-se en ginecologia, en hospitals d'Istanbul i de Londres (St. John's Hospital). El 2005 va esdevenir la primera metgessa turca en ser elegida membre de l'Associació Mundial de Perinatologia.
Està casada amb Cavit Kavak, exdiputat al parlament turc, exministre, i un dels fundadors de l'Anavatan Partisi a Turquia. La parella té dos fills, Mehmet i Hasan. Se la coneix com a Speedy Gonzalez entre els seus estudiants.